# Äldre vasatiden
Äldre vasatiden är i svensk historiografi perioden 1521–1611 då Gustav Vasa och hans söner Erik XIV, Johan III och Karl IX samt Johan III:s son Sigismund var svenska regenter. Den föregås av unionstiden (även kallad yngre medeltiden) (1389–1521) och efterföljs av stormaktstidens (1611–1718) första skede, yngre vasatiden (1611–1654).
Perioden inleds med att Gustav Vasa väljs tills svensk riksföreståndare 1521, och att befrielsekriget bryter ut. Den avslutas med att dennes son Karl IX avlider 1611, och efterträds av sin son Gustav II Adolf. Perioden präglas av reformationen i Sverige, flera krig och uppror, och centralisering av statsmakten genom reduktioner.

## Reformationen och centralisering
De självständighetsprojekt som under hundra år drivits av olika skäl av olika delar av det svenska samhället slutfördes av Gustav Vasa, (rikshövitsman och riksföreståndare 1521–1523, kung 1523–1560). Kalmarunionen upplöstes fullständigt genom Gustav Vasas befrielsekrig. Innan Gustav Vasa kom till makten så var Sverige katolskt och lydde under den Gregorianska reformen. Vilket betyder att kyrkan inte ska behöva lyda under världsliga makter, så som adeln. Kyrkan fick en tiondel av inkomsterna i landet och ägde stora rikedomar. Men det ändrades när Gustav Vasa blev kung. 
Gustav Vasa hade en väldigt antikyrklig inställning och ansåg att kloster var ”fullstoppat med munkar, vilka alla voro föga bättre än ohyra”. Men han hade inte makt nog att själv ge sig på kyrkan. Han tog hjälp av dem som förespråkade nya lutherska läran som ansåg att kyrkans mark och rikedomar var kungens att förfoga över. På en riksdag i Västerås 1527 fick kronan rätt att ta över klostrens egendomar och biskoparnas slott och län, dessutom blev nu kungen kyrkans överhuvud. År 1540-talet fanns hela bibeln på svenska. År 1593 sammankallade Karl IX Uppsala möte som gjorde Sverige till ett officiellt lutherskt land. 
När reformationen infördes hade det en stark betydelse för det svenska folkets andliga utveckling. Den blev också ett medel för att förstärka den svenska statsmakten. Genom reduktion av kyrkojord fick staten större ekonomiskt underlag. Reformationen förhindrade inflytande från den katolska kyrkans representanter som genom det överstatliga påvedömet stod mot kungamaktens strävanden för ökad lokal makt. Andra konsekvenser av reformationen blev att skolundervisningen lades ner, att värdefulla skrifter försvann och förändringarna medförde också att fattig- och sjukvården försvann.
Samma förändringar skedde överallt i Europa. 75 % av alla stater blir absoluta stater.  Den engelska kyrkan bröt sig fri från katolicismen och erkände kung Henry VIII som kyrkans överhuvud.I Frankrike skedde en massaker på franska protestanter, som kallades hugenotter. De som låg bakom massakern var franska katoliker. Händelsen kallas för Bartolomeinatten, eftersom det skedde på ett bröllop mellan en protestantisk man och en katolsk kvinna.
Det sätt som landet styrts under unionstidens rådsvälde och länsväsen reformerades också av Gustav Vasa, vilket betecknas som den moderna svenska statens grundläggande. Efter att ha befriat landet ombads han att överta regeringen så att den inte skulle skötas från ett främmande land. Det fanns då inte möjlighet att kräva en handfästning som villkor för trontillträdet. Gustav Vasa kom alltså i besittning av den makt, som enligt landslagen var avsedd för kungen. Den fria dispositionsrätt han fick över länen blev en murbräcka mot det medeltida länsväsendet. När det avskaffades började han i stället upprätta en verklig ämbetsförvaltning.

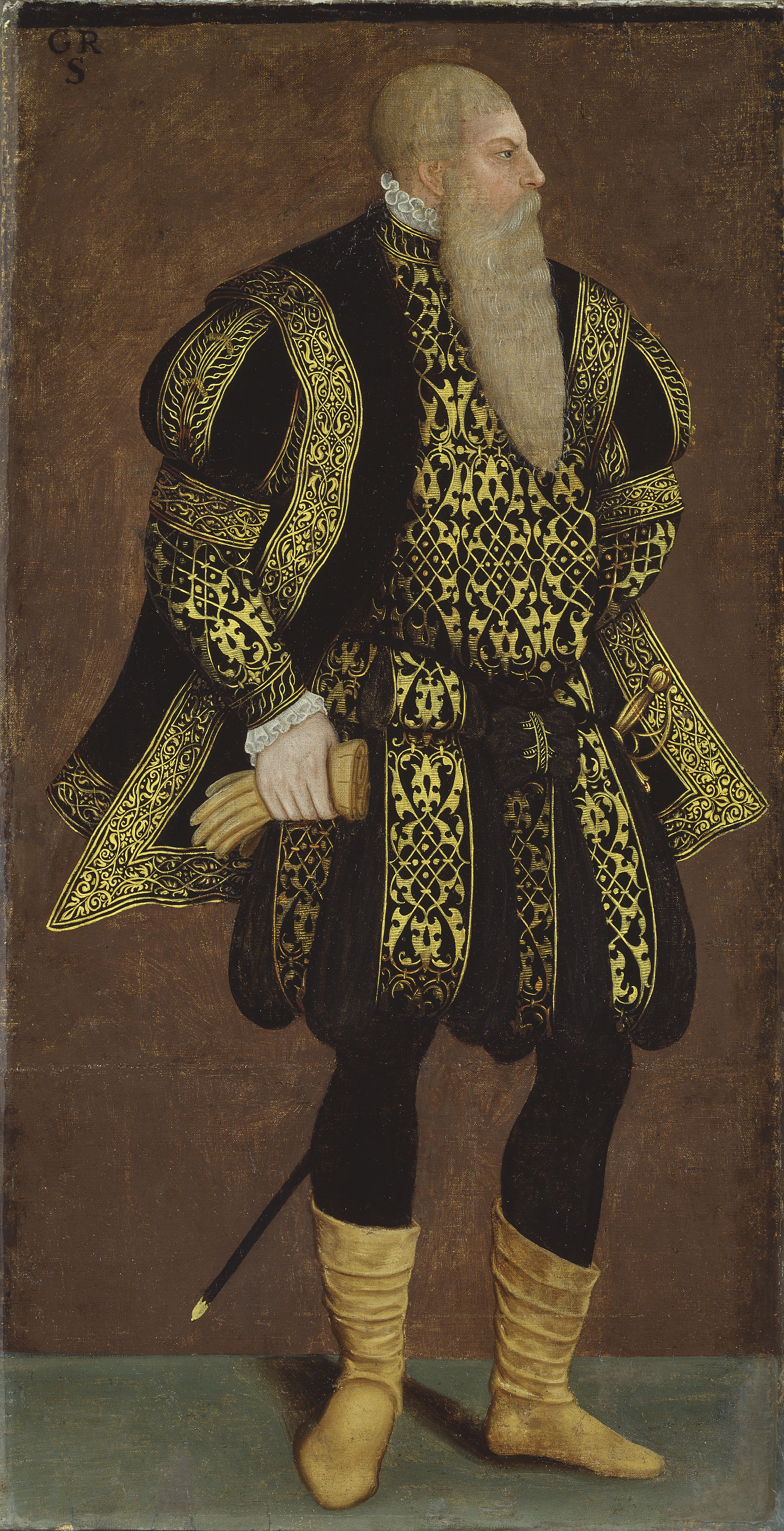
Gustav Vasa, målad 1557–1558.

Gustav Vasa delade ofta upp de stora slottslänen, som stormän förut innehade "på tjänst", i mindre områden som han hade bättre kontroll över. De sköttes genom mindre högättade fogdar, som var trogna mot honom. De drev in kronans inkomster inte för sin egen utan för statens räkning. Även när stora län gavs åt stormän skedde det på sådana villkor att de fick nöja sig med att vara kungliga ämbetsmän i stället för självständiga vasaller, och att kronans ekonomiska intressen även då togs tillvara.
För allmogen medförde denna effektiva kontroll över lokalförvaltningen fördelar, men den förstärkning av statsmyndigheten som det innebar mötte även motstånd från befolkningen. Den nya kungamakten hade uppstått ur bonderesningarnas rikshövitsmannaskap, men resningarna hade också fått bönderna att se möjligheter i att göra uppror. De vände sig nu mot kungamakten, när dess verkningar drabbade dem. Genom att kuva Dalupproren och Dackefejden stoppade dock Gustav Vasa även detta arv från unionstiden och förstärkte den nya statsordningen.
En annan stor förändring var att arvrike infördes. Kungavalet vid Mora stenar hade länge varit en tom formalitet, och nu fanns inte heller stenarna kvar. I praktiken hade valriket inneburit att stormännen disponerade över kronan och genom kungaförsäkringar kunde utöva stort inflytande på riksstyrelsen. Via arvriket stärktes istället kungens makt.
På olika områden blev den nya statsmakten tongivande, under kungens personliga inflytande. Lag och rätt stärktes, den svenska handeln frigjordes från Hansans kontroll, de olika näringarna, framför allt jordbruket, främjades. En stående här av fotfolk, som behövdes till den nya tidens krigsväsen, började upprättas. Det arbetades kraftigt på att skaffa riket en örlogsflotta i stället för den förfallna ledungen. Genom inkallade konstnärer fick det avlägsna Sverige några, om än svaga, impulser från renässansens konst.
Gustav Vasa hade dock föga intresse för litterära frågor. Detta berodde nog också på att kulturen i Sverige fortfarande i hög grad var knuten till gamla katolska kyrkan, och kyrkans skapelse, Uppsala universitet, fick förfalla. I någon mån tillgodosågs dock det bildningsintresse som reformationen väckt även hos svenskarna genom studier vid utländska protestantiska högskolor och genom de svenska reformatorernas (främst Olaus Petris) skrifter, som tack vare boktryckarkonsten spriddes till vida kretsar.
Den starka kungamakt som Gustav Vasa skapade blev inte identisk med det byråkratiska envälde, som vid denna tid växte sig stark i de flesta andra europeiska länder. En steg i den riktningen var det visserligen, när han med hjälp av tyskar, (Conrad von Pyhy, Georg Norman m.fl.) försökte passa in den nya världsliga och kyrkliga förvaltningsorganisationen i fasta former. Det missnöje som då visades, särskilt genom Dackefejden, fick honom att återgå till ett mer personligt styrelsesätt.

Erik XIV (1533–1577), kung 1560–1568.

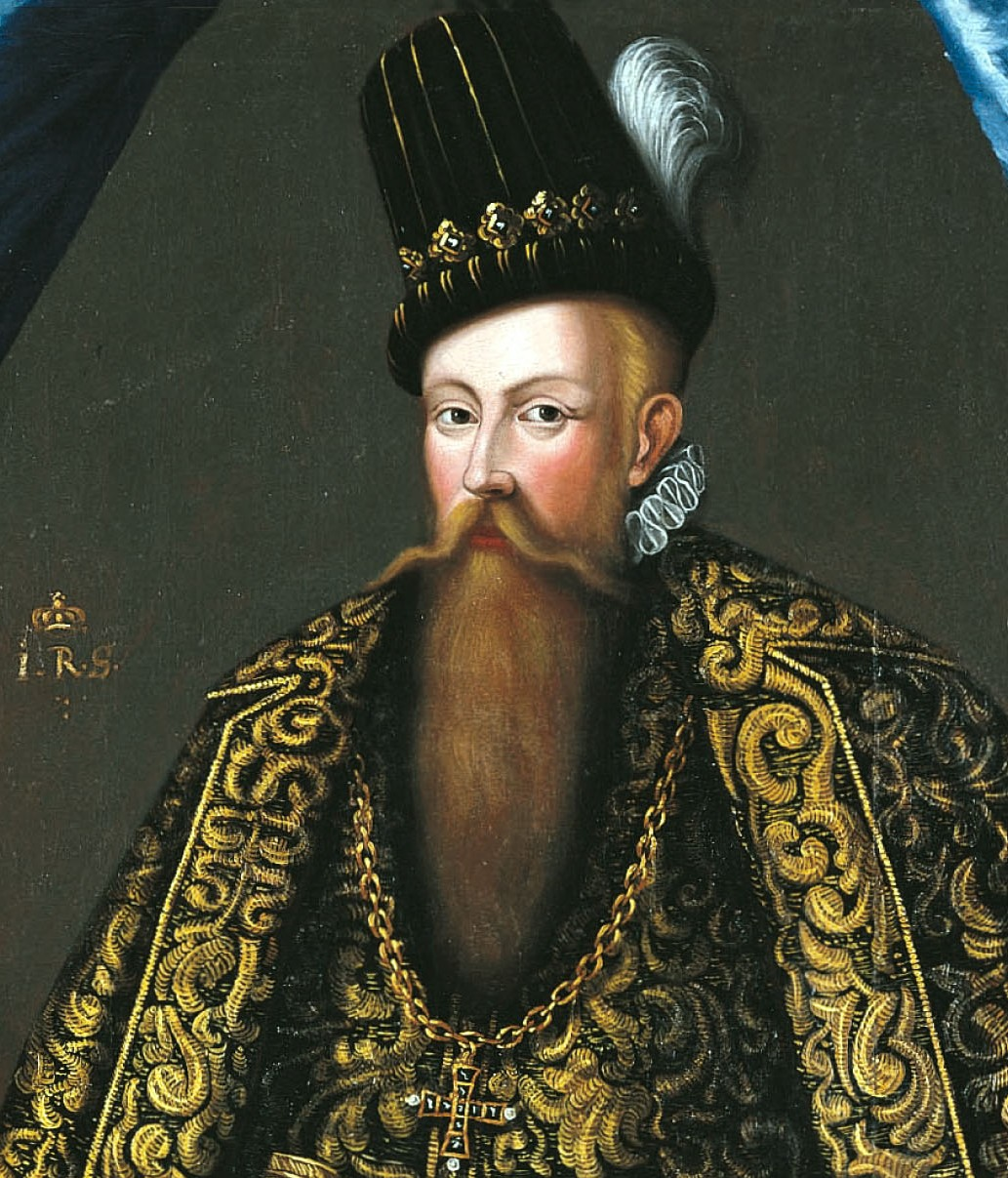
Johan III (1537–1592), kung från 1568.

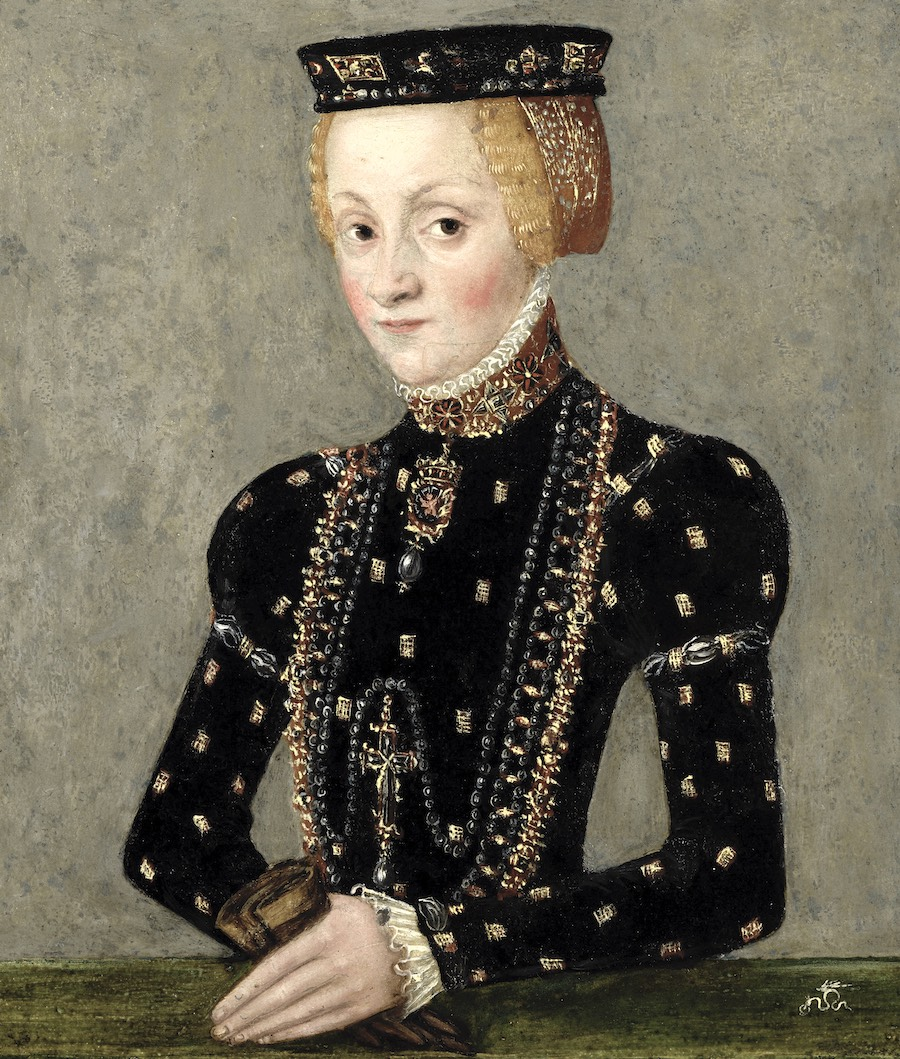
Drottning Katarina Jagellonica

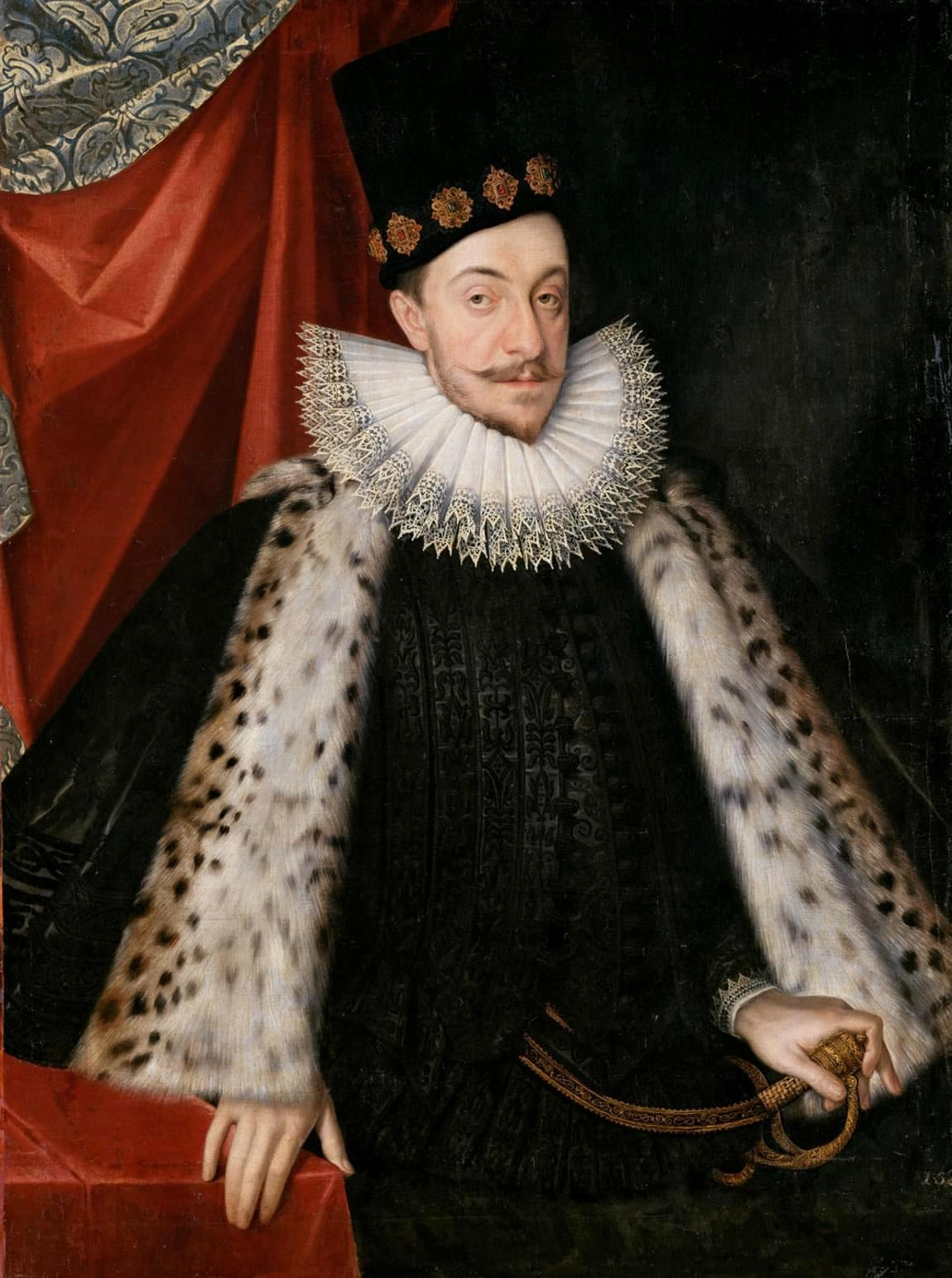
Sigismund (1566–1632), svensk kung 1592–1599 och polsk kung från 1587.

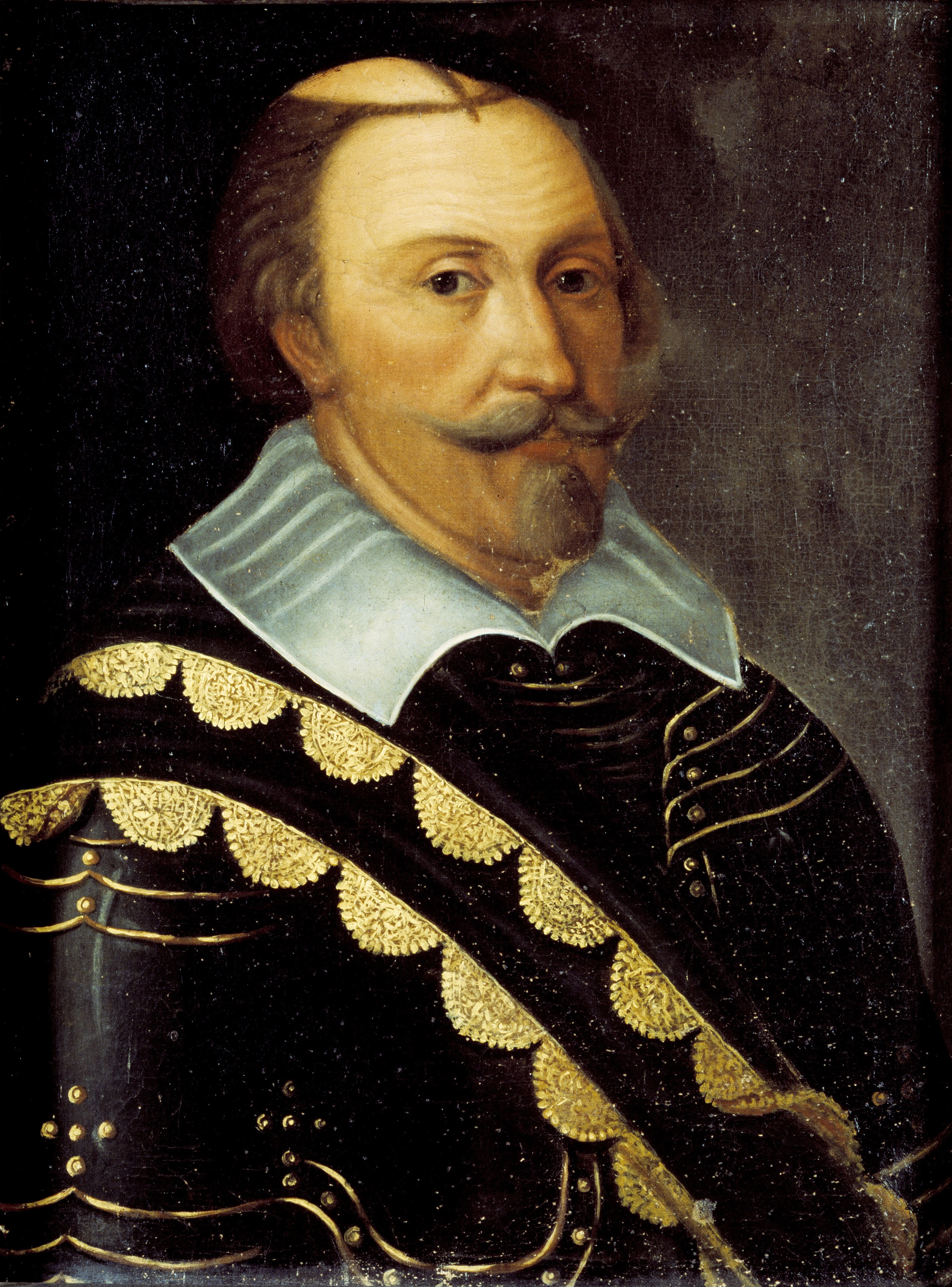
Karl IX (1550–1611), riksföreståndare 1599–1604, kung från 1604.

Med rötter i urgammalt svenskt statsskick bevarade Gustav Vasas kungadöme i stort den dualistiska karaktären, dock med kraftigare ledarskap för kungen. Rådsaristokratin var försvagad genom Stockholms blodbad och berövad möjligheten att spela ut unionen mot kungen. Rådet behövde kungens stöd mot befrielsekrigets demokratiska efterdyningar och fick finna sig i att inte längre kunna regera. Kungen krävde i stället rådets samarbete med att styra riket. Han behöll ständigt kontakt med de folkliga krafter som hjälpt honom till kronan. Särskilt togs riksdagen till hjälp för att genomföra det stora förändringsarbetet. Till exempel i Västerås när den katolska kyrkans makt avskaffades 1527 och när arvriket grundades 1544. Därigenom fick det "nya riket" även en fast folklig grund.

## Tronstrider
Det statsskick som Sverige gick in i den nya tiden med var inte en modern konstitutionalism, men innehöll element som en sådan kunde byggas på. Arvriket kunde dock inte hindra tronstrider, och genom de hertigdömen som Gustav Vasa upprättade för sina söner fick dessa en bas för att föra en politik som kunde gå emot kungens önskan. Syftet med dessa var förmodligen att skapa en stark dynastisk familjemakt som motvikt mot adeln, liksom kungens uppfattning var att arvriket innebar ett slags privaträtt till landet och att riket därför borde genomgå ett arvskifte liksom annan jordegendom.
En av de första åtgärder Gustav Vasas äldste son, Erik XIV (1560–1568), vidtog när han ärvde kronan var därför att ge sig själv full kontroll över hertigdömena. Han ville hindra hertigarna från att driva en egen utrikespolitik. Hans bror Johan inriktade från sitt finska hertigdöme sin politik mot Polen, och tog en polsk prinsessa, Katarina Jagellonica till hustru, vilket gjorde att Erik såg sig tvungen att fängsla honom. Polens och Sveriges intressen gick på tvärs vad gällde Estland, vilket under Tyska ordens sönderfall anslutit sig till Sverige, och Erik hade strängeligen förbjudit sin bror att närma sig de polska intressena. Genom sin sinnessjukdom och giftermålet med den icke-adliga Karin Månsdotter förlorade dock Erik högadelns stöd, och därmed kunde hans bror som Johan III (1568–1592) överta kronan.
Denne arbetade bland annat på att försona den svenska kyrkan med påvedömet, men misslyckades. Större lycka hade han i att få sin son Sigismund (1592–1599) vald till kung av Polen, vilket grundlade Svensk-polska unionen.
Sigismund förlorade dock sedermera sitt svenska rike till sin farbror Karl IX (1600–1611) i Avsättningskriget mot Sigismund. En av anledningarna anses vara att Sigismund var katolik och krävde religionsfrihet, vilket hertig Karl inte kunde acceptera, då han var rädd för att Sverige skulle återgå till katolicismen. Under sitt uppror sökte Karl IX stöd hos riksdagen. Därigenom stärktes ytterligare det inslag av folkligt självstyre som redan från början ingått i den nya statsordningen.[källa behövs]

## Utrikespolitik
Under unionstiden hade Sverige inte haft några andra utrikespolitiska intressen än de unionella konflikterna med Danmark och att skydda Finland mot ryska erövringsförsök. Den nya svenska nationalstaten ställdes nu inför utrikespolitiska uppgifter av större mått. Trots att Gustav Vasa inte var intresserad av utrikespolitik, deltog han i Grevefejden för att värna Sveriges handelsfrihet mot Lübeck. Under den stora kampen mellan den tyske kejsaren Karl V och Frans I av Frankrike beslutade han sig för att 1542 stödja Frankrike. Kejsaren var Kristian II:s svåger och gynnade planer på att återinsätta honom eller hans släkt. Några politiska följder av betydelse medförde dock inte detta. Bortsett från Grevefejden och ett ryskt gränskrig (1555–1557) slapp det befriade Sverige utländska krig under Gustav Vasas regering.
Erik XIV ville däremot ta tillvara Sveriges intressen i Svärdsriddarordens dödsbo och erövrade Estland. Det korsade Danmarks, Polens och Rysslands utvidgningsplaner på samma håll. Detta och att Danmark förnyade sina anspråk på att unionen skulle återställas gjorde att det Nordiska sjuårskriget bröt ut 1563. Det avslutades 1570 sedan Erik XIV:s avsatts. I stället gjorde erövringen av Estland att Johan III invecklades i ett krig mot Ryssland som varade tills Ryssland avstod anspråken på detta land vid freden i Teusina 18 maj 1595.
Det som främst ledde till utrikespolitiska förvecklingar var att Sigismunds avsättning 1599 orsakade krig med Polen. Det medförde också svensk inblandning i de ryska tronstriderna 1609. Sigismund försökte utnyttja dem på ett för Sverige farligt sätt. Den gamla motsättningen till Danmark ledde även till ett danskt krig 1611. Alltså befann sig riket vid periodens slut i ett tredubbelt krigstillstånd.

## Urkunder
- Konung Gustaf den förstes registratur / utg. af Riksarkivet ; genom Joh. Ax. Almquist. Handlingar rörande Sveriges historia. Första serien, 99-0911052-0. Stockholm: Norstedt. 1861–1916. Libris 8390061
  -  1, 1521–1524. 1861. Libris 17174936. http://hdl.handle.net/2077/37430
  -  2, 1525. 1864. Libris 17209375. http://hdl.handle.net/2077/37548
  -  3, 1526. 1865. Libris 19508854. http://hdl.handle.net/2077/44514
  -  4, 1527. 1868. Libris 19508037. http://hdl.handle.net/2077/44469
  -  5, 1528. 1871. Libris 19539818. http://hdl.handle.net/2077/44965
  -  7, 1530 och 1531. Norstedts. 1877. Libris 20829944. http://hdl.handle.net/2077/52377
  -  8, 1532 och 1533. Norstedts. 1883. Libris 20834597. http://hdl.handle.net/2077/52404
  -  9, 1534. 1885. Libris 8075721
  -  10, 1535. 1887. Libris 8075722
  -  11, 1536–1537. 1888. Libris 8075723
  -  12, 1538–1539. 1890. Libris 8075724
  -  13, 1540–1541. 1891. Libris 8075725
  -  14, 1542. 1893. Libris 8075726
  -  15, 1543. 1893. Libris 8075727
  -  16, 1544. 1895. Libris 8075728
  -  17, 1545. 1896. Libris 8075740
  -  18, 1546–1547. 1900. Libris 8075729
  -  19, 1548. 1901. Libris 8075730
  -  20, 1549. 1902. Libris 8075741
  -  21, 1550. 1903. Libris 8075731
  -  22, 1551. 1904. Libris 8075732
  -  23, 1552. 1905. Libris 8075733
  -  24, 1553, 1554. 1906. Libris 8075734
  -  25, 1555. 1910. Libris 8075735
  -  26, 1556. 1911. Libris 8075736
  -  27, 1557. 1913. Libris 8075737
  -  28, 1558. 1914. Libris 8075738
  -  29, 1559, 1560. 1916. Libris 8075742